# Рейнман
„Рейнман“ (на английски: Rain Man) е американски драматичен филм от 1988 г. В него участват Дъстин Хофман, Том Круз и Валерия Голино. Филмът е режисиран от Бари Левинсън. Сценарият за филма е написан от Роналд Бас и Бари Мороу. Времетраенето на „Рейнман“ е 133 минути.
В центъра на сюжета е запознанството на егоцентричен млад мъж с неговия възрастен брат, страдащ от аутизъм.
Прототип на главния герой е Ким Пийк, аутист-гений, с феноменални способности. Поведението му е изключително интровертно. Едва на 37 години, когато Дъстин Хофман се среща с него, той поглежда за пръв път човек в лицето, и това е актьорът. Дъстин Хофман прекарва една година с аутисти и техните семейства, за да опознае живота им. Операторът Джон Сийл снима двойката Хофман – Круз предимно в профил заради отказа на героя Рейнман да гледа хората в очите, докато говори.
Според публикация на „Таймс“ именно Дъстин Хофман настоява пред бащата Франк Пийк да не крие сина си от обществото. Така прототипът на Рейнман става известен. Развитието му след успеха на филма е полезно и за самия Ким Пийк, и за общественото мнение спрямо хората с аутизъм, и за многобройните изследвания и наблюдения, извършвани от учените. До края на живота си през 2009 година Ким Пийк е считан за гений в много области – история, литература, география, спорт, музика, дати, числа и др.
Режисьорът на филма изключва струнните акорди от музиката на композитора Ханс Цимер като прекалено сантиментални.

„Рейнман“ е големият победител на 61-вата церемония по връчване на наградите „Оскар“, където е номиниран за отличието в 8 категории, печелейки 4 статуетки, в това число за най-добър филм, най-добър режисьор и най-добра главна мъжка роля за изпълнението на Дъстин Хофман.. Произведението печели „Златна мечка“ на Берлинския международен кинофестивал през 1989 г.